# Rubus ceratifolius
Rubus ceratifolius (лат.) — вид двудольных растений рода Рубус (Rubus) семейства Розовые (Rosaceae). Впервые описан ботаником А. ван де Беком в 1997 году.

## Распространение и среда обитания
Эндемик Нидерландов, известный из участков в окрестностях Гааги и Харлема, а также из Берген-оп-Зома.
Растёт в лесах, на опушках и среди других кустарников.

## Ботаническое описание
Листья сложные, состоят из пяти слабоопушённых, голых у вершины листочков от эллиптической до почти округлой формы.
Побеги покрыты шиловидными, неровными, слегка сплющенными шипами.
Соцветие пирамидальное или цилиндрическое, покрытое шипами и короткими волосками, несёт цветки белого оттенка с лепестками широкообратнояйцевидной или эллиптической формы.
Плод опушённый.
Цветёт в июле и августе.
Близок виду Rubus gelertii.